# Tecolutla (kommun)
Tecolutla är en kommun i Mexiko.   Den ligger i delstaten Veracruz, i den sydöstra delen av landet, 240 km öster om huvudstaden Mexico City.
Följande samhällen finns i Tecolutla:
- Tecolutla
- Cañada Rica
- Ricardo Flores Magón
- José María Pino Suárez
- Lázaro Cárdenas
- La Victoria
- Río Blanco
- La Libertad
- Colonia Palmas del Mar
- La Curva
- Cerro de Hueytepec
- El Porvenir
- La Florida
- Mesa del Tigre
- Playa Paraíso
- Paso de Hidalgo
- La Gloria
- Plan del Carrizo
- El Cabellal